# Патрикеев, Юрий Николаевич
Ю́рий Никола́евич Патрике́ев (арм. Յուրի Նիկոլաևիչ Պատրիկեև; род. 28 сентября 1979, Кирово-Чепецк, Кировская область) — российский и армянский борец греко-римского стиля, чемпион России (2005), четырёхкратный чемпион Европы (2002, 2004, 2008, 2009), трёхкратный призёр чемпионата мира (2002, 2007, 2010), призёр Олимпийских игр (2008). Заслуженный мастер спорта России, Заслуженный мастер спорта Армении .

## Биография
Юрий Патрикеев начал заниматься греко-римской борьбой в Кирово-Чепецке под руководством Павла Вертунова. В 1996 году поступил в Кубанский государственный университет физической культуры, переехал в Краснодар, где продолжил заниматься борьбой под руководством заслуженного тренера России Игоря Иванова. С 2000 по 2005 годы входил в состав национальной сборной России. В 2002 году становился чемпионом Европы и призёром чемпионата мира.
В 2004 году после своей второй победы на чемпионате Европы Юрий Патрикеев проиграл в финале чемпионата России Хасану Бароеву и не был включён в состав сборной России на Олимпийских играх в Афинах. Он посчитал это решение тренерского штаба несправедливым, так как Хасан Бароев длительное время был освобождён от участия в международных соревнованиях и имел возможность вести целенаправленную подготовку к чемпионату России. В связи с этим у Патрикеева возник конфликт с главным тренером сборной России по греко-римской борьбе Геннадием Сапуновым, и в 2005 году он принял решение поменять российское гражданство на армянское. При этом Юрий продолжил жить и тренироваться в Краснодаре, но в дальнейшем выступал под флагом Армении.
В 2007 году Юрий Патрикеев стал призёром чемпионата мира в Баку, а в 2008 году победил на чемпионате Европы и завоевал бронзовую медаль Олимпийских игр в Пекине. В 2009 году он в четвёртый раз выиграл титул чемпиона Европы, в 2010 году дошёл до финала чемпионата мира в Москве. На Олимпийских играх в Лондоне в первом круге победил Хасана Бароева, однако уже в следующей схватке 1/8 финала проиграл иранскому борцу Баширу Бабаджанзаде и выбыл из борьбы за медали.